# Kevin McGowan
Kevin McGowan (Nashua, 18 ottobre 1991) è un giocatore di baseball statunitense, lanciatore di rilievo nei New York Mets della Major League Baseball.

## Esordi e Minor League (MiLB)
Cresciuto a Nashua, nel New Hampshire, gioca a hockey su ghiaccio e a baseball nel liceo cittadino, la Nashua High School North. Passa poi alla Franklin Pierce University, dove continua a mettersi in mostra come giocatore di baseball, tanto da essere scelto dai New York Mets al draft 2013 (13º giro, 386ª scelta assoluta). Sempre nel 2013 inizia la trafila in Minor League dai Brooklyn Cyclones, team di New York-Penn League (livello A–) affiliato ai Mets. Dopo altre tre stagioni trascorse, con alterne fortune, tra singolo e doppio A, nel 2017 comincia a giocare stabilmente con i Las Vegas 51s, in triplo A, anticamera della promozione in Major League. Alla sua prima convocazione in MLB lascia le leghe minori, dopo 5 stagioni, con una media PGL di 3.90 e un record di 23 vittorie e 25 sconfitte su 147 partite (50 da partente).

## Major League (MLB)

### New York Mets (2017-presente)
McGowan riceve la sua prima convocazione in Major League il 13 agosto 2017, quando viene inserito nel roster dei Mets al posto di Neil Walker, ceduto ai Milwaukee Brewers. Nelle partite successive non viene mai utilizzato e, complici i guai fisici degli interni José Reyes e Wilmer Flores, il 17 agosto viene rimandato in triplo A, per far posto a Matt Reynolds e Gavin Cecchini. Il 22 agosto viene però richiamato in prima squadra, quando a fargli spazio nel roster è l’infortunato Steven Matz. La sera stessa debutta in Major League, al Citi Field di New York, nella sconfitta per 7-4 contro gli Arizona Diamondbacks. Subentra al lanciatore partente Tommy Milone al quinto inning, ed esce all’inizio del settimo; all’esordio concede 1 punto, 2 valide e 2 basi su ball, a fronte di 4 eliminazioni (1 strikeout). Chiude il primo scampolo di stagione con i Mets disputando 8 partite, tutte da rilievo, con una media PGL di 5.19.

## Palmares
- (1) Mid-season all-star della South Atlantic League (2014)